# St.-Urban-Kirche (Dedenhausen)

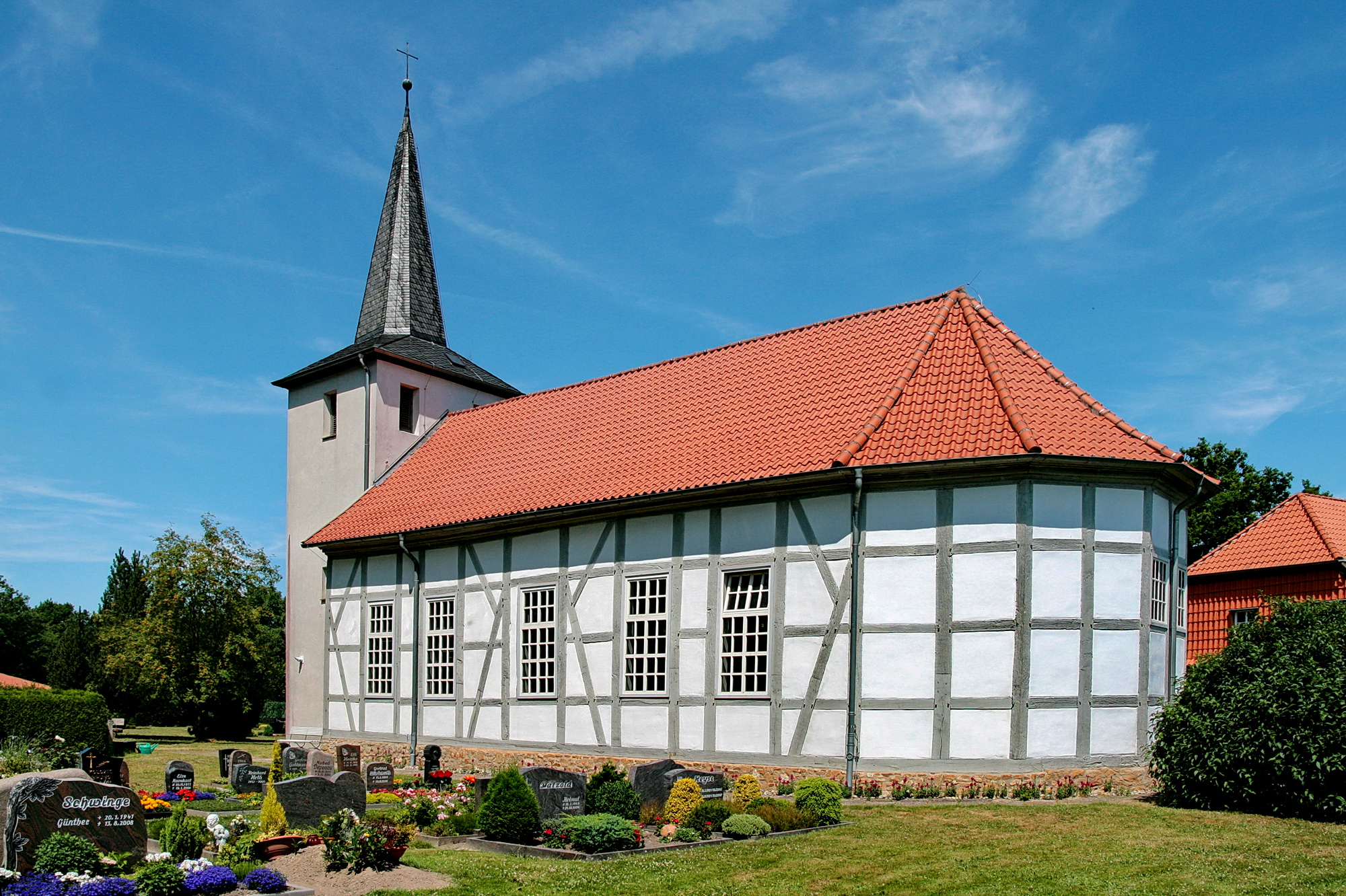
St.-Urban-Kirche Dedenhausen

Die evangelisch-lutherische St.-Urban-Kirche befindet sich im Dorf Dedenhausen, einer Ortschaft in der Gemeinde Uetze. Sie liegt am Westrand des Dorfes auf dem Gelände der Wallburg Dedenhausen, das heute als Friedhof genutzt wird.

## Geschichte
Die Kirche wurde 1700 bis 1703 an Stelle einer älteren baufälligen Kirche als Fachwerkkirche auf einem Bruchsteinsockel erbaut. Erste Pläne stammten von dem Celler Hofarchitekten Woltershausen. Der Glockenturm wurde 1951 angebaut, bis dahin besaß die Kirche einen Dachreiter auf dem Westende des Daches, in dem ursprünglich auch die Glocken hingen.
1998 bis 2000 wurde die Kirche innen und außen umfassend restauriert. Dabei wurde sie neu mit Lehmputz versehen, das Fachwerk wurde grau gestrichen. Innen wurde sie wieder mit Kirchenbänken versehen, die alte, grau überstrichene Deckenbemalung wurde freigelegt.

## Gestaltung

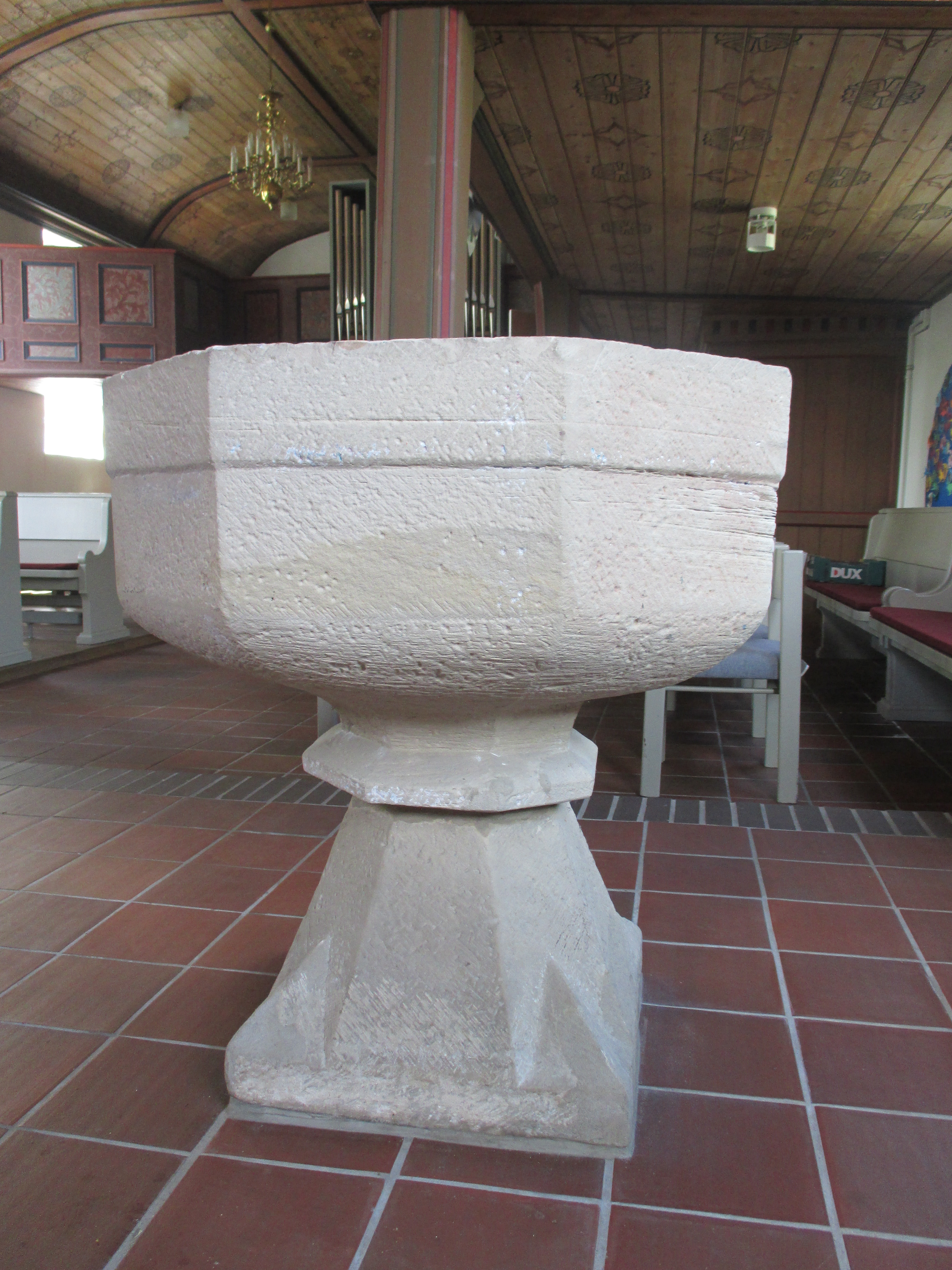
Taufstein der St.‑Urban-Kirche in Dedenhausen

Die einschiffige Kirche besitzt eine muldenförmige Holzdecke aus Schalbrettern, die braune Bemalung mit neugotischen Mustern stammt aus dem Jahr 1902. Den Innenraum dominiert der im „Bauernbarock“ gestaltete Altar, der vermutlich 1690 entstanden ist. Über dem Altartisch befindet sich eine von sechs gedrehten Säulen flankierte Bilderwand mit drei Bildern: Hinter der Altarplatte in der Predella das letzte Abendmahl, darüber Jesus im Garten Gethsemane, und an der Spitze der auferstandene Christus mit der Siegesfahne, 1936 befand sich hier ein Engel.
Im gleichen Stil und wohl auch aus gleicher Zeit ist die eichene Kanzel an der Südseite des Altarraumes gehalten. Vier geschnitzte Evangelistenfiguren zieren die Brüstung. Die Kanzel wurde 2007 in alter Bemalung restauriert.
Eine Besonderheit ist der Taufstein aus Sandstein vom Anfang des 14. Jahrhunderts. Er hat früher einmal an anderer Stelle der Kirche gestanden. Ein Deckel ist nicht mehr vorhanden, im Gestein ist noch die Scharte zu erkennen, an der er befestigt war, sie ist mit Kunststein ausgegossen. 
Im Norden, Westen und Süden des Kirchenraums befindet sich eine hufeisenförmig umlaufende Empore. Der Nordschenkel ist einmal erweitert worden, dies ist an der Gestaltung der Brüstung noch erkennbar.

## Orgel
Auf der Westempore steht eine einmanualige Orgel von 1968. Gebaut hat sie Friedrich Weißenborn aus Braunschweig. Sie ist als Positiv in die Emporenbrüstung integriert, nur die Pedalpfeifen befinden sich in einem eigenen Gehäuse an der Westwand. Sie hat sechs Register im Manual und zwei Register im Pedal. Die Pedalregister und zwei Register des Manuals stammen noch aus der vorherigen Orgel, die bis 1956 noch im Altarraum gestanden hatte.

## Glocken
Im Turm hängen zwei Glocken. Die ältere, mit dem Ton des″, wurde 1921 von der Glockengießerei Radler in Hildesheim gegossen. Die zweite, mit dem Ton b′, wurde 2011 von der Glockengießerei Bachert in Karlsruhe gegossen.

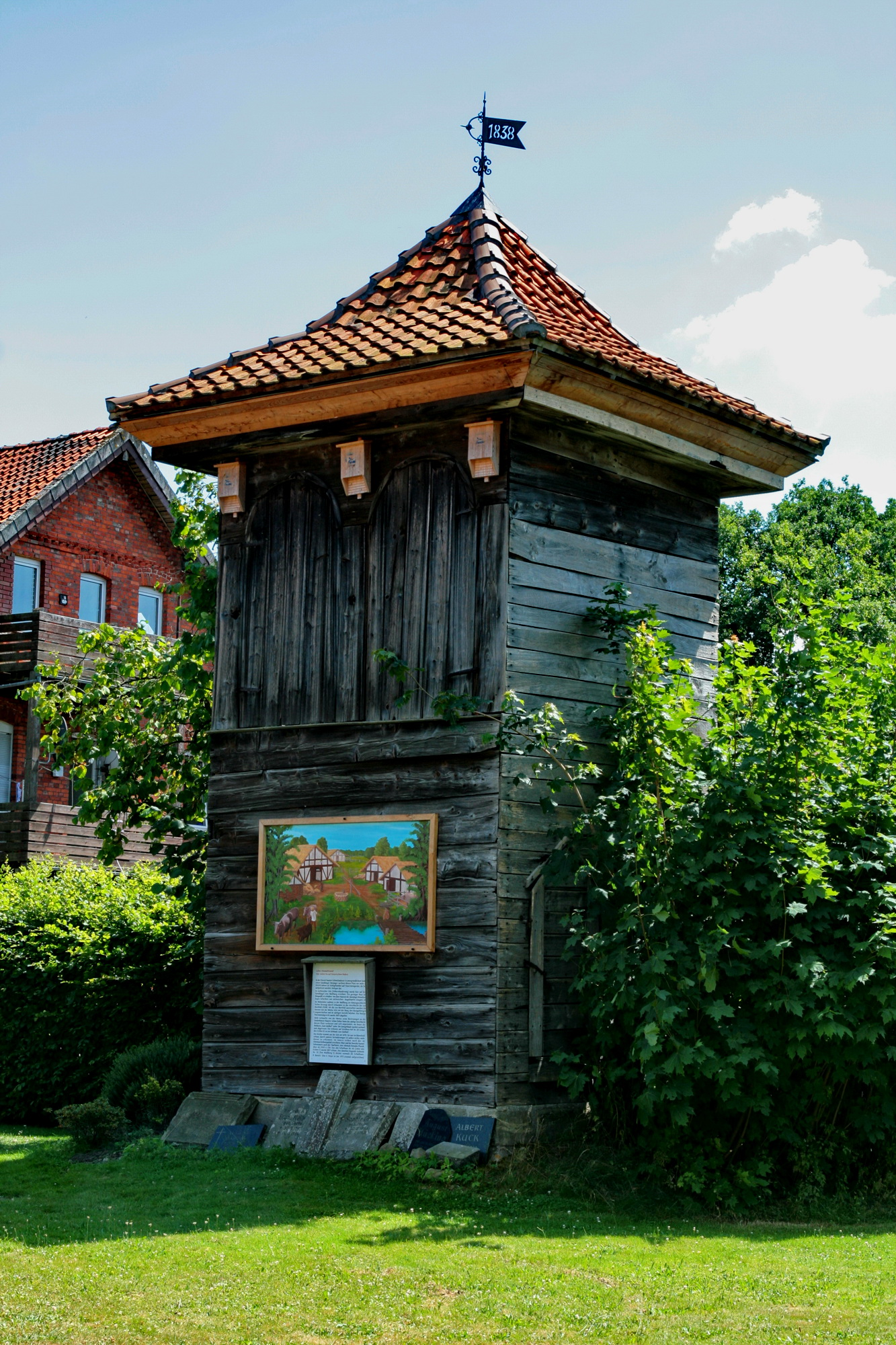
Glockenstapel von 1838 am Wallberg

## Glockenstapel
Östlich der Kirche befindet sich ein hölzerner kurzer Glockenturm, auch als Glockenstapel bezeichnet, dessen Entwurf von dem damaligen Konsistorialbaumeister Friedrich August Ludwig Hellner stammt. Die Verkleidung ist aus Pappelholz. Unter dem Spitzdach sind jeweils zwei Bogenöffnungen, die zur Dorfseite sind offen, die anderen verschalt. Auf dem Dach befindet sich eine Wetterfahne mit der Jahreszahl 1838.